# Dorfkirche Bralitz

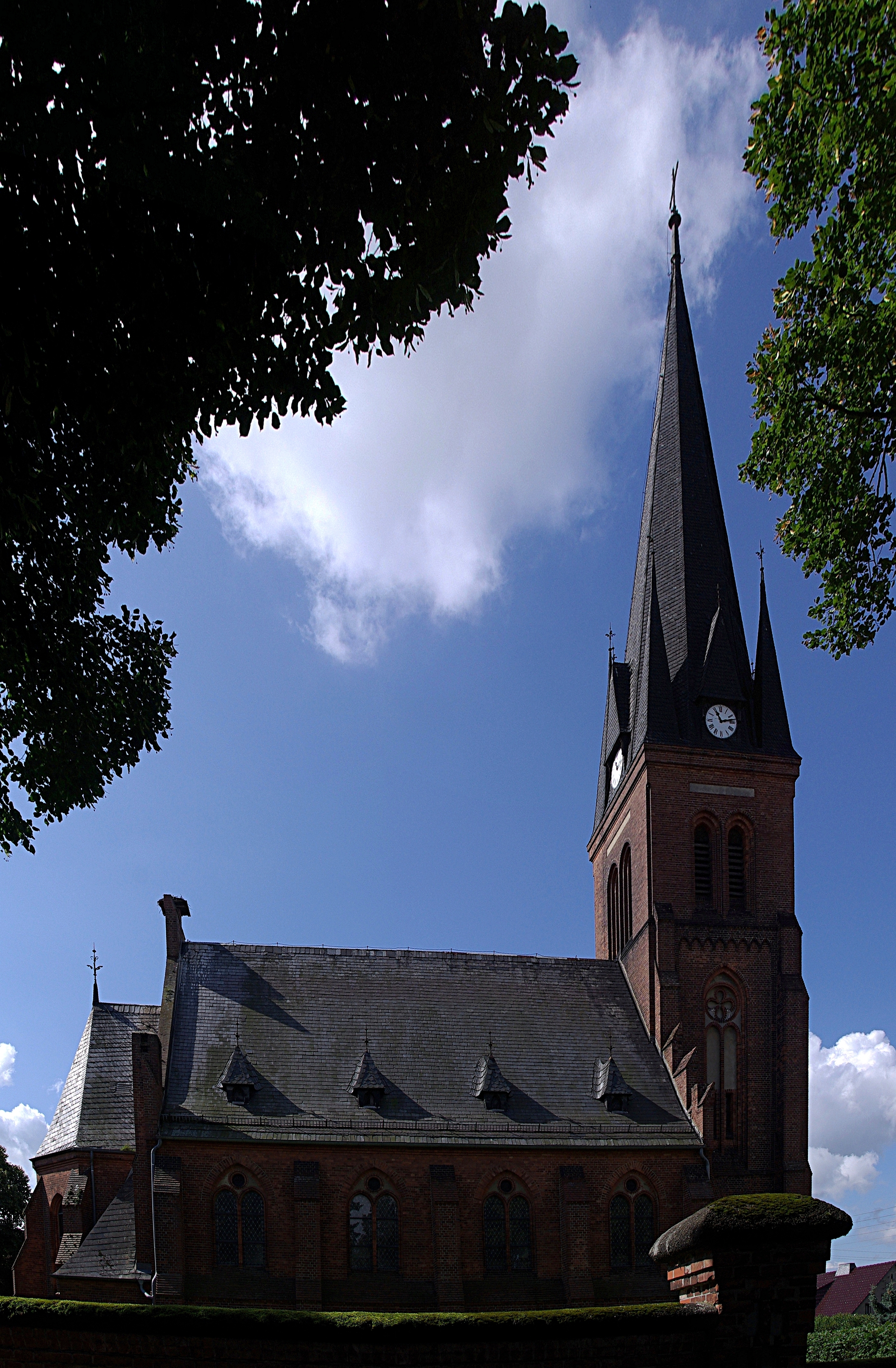
Kirche in Bralitz

Die evangelische Dorfkirche Bralitz ist eine Kirche in Bad Freienwalde (Oder) im Ortsteil Bralitz im Landkreis Märkisch-Oderland in Brandenburg. Die Kirche befindet sich in der Mitte des Dorfes auf dem Anger, nördlich der Gabelung Oderberger Straße / Am Dornbuschsee. Der Kirchhof ist von einer Steinmauer umschlossen. Kirche und Pfarrhaus stehen unter Denkmalschutz. Die Kirche gehört zum Pfarrsprengel Alte Oder im Kirchenkreis Oderland-Spree der Evangelischen Kirche Berlin-Brandenburg-schlesische Oberlausitz.

## Geschichte
In Bralitz wuchs mit der Ansiedlung von Gewerbebetrieben ab Mitte des 19. Jahrhunderts die Einwohnerzahl, so dass man um 1870 den Bau einer Kirche plante. Nach ersten Plänen ab 1881 wurden die endgültigen Pläne 1889 von Ernst Milde erstellt, die Grundsteinlegung erfolgte am 5. Mai 1889. Am 7. November wurde die Kirche eingeweiht.
Im Zweiten Weltkrieg wurde die Kirche beschädigt. Die zerstörten Glasfenster wurden Anfang der 1950er Jahre ersetzt, 1953 wurden das Dach der Kirche und der Turm umgedeckt. In den 1990er Jahren fanden Malerarbeiten statt.

## Beschreibung
Die Kirche ist im neugotischen Stil aus roten Ziegeln errichtet worden. Die Hallenkirche hat drei Schiffe, ein Chorpolygon und einen eingezogenen Turm. Das Satteldach ist mit Schiefer gedeckt und mit vier kleine Gauben versehen. Der Turm hat ein Pyramidendach mit vier Eckaufsätzen.
Man betritt die Kirche durch das Hauptportal im Turm. Von der Turmhalle zweigen die Aufgänge zu den Emporen ab. Der Kirchenraum ist dreischiffig und die Decke ist ein Kreuzgratgewölbe. Die Gewölbe sind mit Efeufriesen und Eichenlaub bemalt.

## Ausstattung
Der Altar aus der Bauzeit 1889/1890 wurde von der Tischlerwerkstatt Köppen aus Königsberg (Neumarkt) erstellt. Den Aufsatz bildet ein Kruzifix, bekrönt mit einem Lamm Gottes mit Fahne. Seitlich sind die Symbole von Brot- bzw. Wein abgebildet. 
Die ebenfalls aus der Bauzeit stammende Kanzel ist aus Holz gefertigt. Der Kanzelkorb zeigt eine Christusfigur und vier Evangelisten.
Die Orgel wurde 1890 von der Firma Sauer aus Frankfurt mit 13 Registern errichtet. Im Kriegsjahr 1917 wurden die Pfeifen des Prospekts ausgebaut und wie die Bronzeglocken eingeschmolzen. Im Jahr 1924 wurden die Pfeifen durch Zinkpfeifen ersetzt. Zwischen 2010 und 2015 wurde die Orgel restauriert.
In der Kirche befinden sich an der Empore 39 Eiserne Kreuze, diese erinnern mit Name, Todesjahr und Ort an Kriegstote des Zweiten Weltkrieges und erzeugen eine „bedrückende Stimmung“. Im Chor befindet sich eine Gedenktafel für die Gefallenen des Ersten Weltkrieges. Im 51 Meter hohen Turm befinden sich drei Stahlglocken aus dem Jahr 1925.